# 児雷也豪傑譚
『児雷也豪傑譚』（じらいやごうけつものがたり）は、天保10年（1839年）から明治元年（1868年）に刊行された合巻。作者は戯作者の美図垣笑顔（みずがき　えがお）。全編つうじて和泉屋市兵衛から出版された。

## 概要
主人公は児雷也を名乗る。江戸時代後期の天保10年（1839年）から明治元年（1868年）にかけて刊行されつづけた。43編からなる長編の合巻作品で、作者は4代にわたっており、美図垣笑顔・一筆庵（浮世絵師の渓斎英泉）・柳下亭種員・柳水亭種清の順で書き継がれていった（いずれも交替のタイミングは作者死没などによる）。挿絵は歌川国貞ら浮世絵師が担当しており、計7人が担当している。
感和亭鬼武が文化3年（1806年）に刊行した読本『自来也説話』（じらいやものがたり）が設定の基礎となっているが、一筆庵が作を担当したシーズンからはカエル・ヘビ・ナメクジの三すくみを配した登場人物の関係が設定され、物語の幅が拡大された。
他の長編化された合巻作品と同様に、1年ごとに同時発売される2～3編ごとによって世界設定やこまかい展開には若干の差異や錯誤もみられる。これはその年その年ごとに趣向をこらした展開を出して読者をたのしませていた長編合巻作品に特有のものであり、物語や伏線を全編つうじて展開させて読者に読ませつづける読本などの書き方とは根本的に仕組みが異なっている。

## 物語
主人公はもともと肥後国で栄えた豪族の子孫である尾形周馬弘行（おがた しゅうま ひろゆき）で、信濃国で育つ。その後、雷獣を退治するなどしてその勇力の頭角を現わす。その後、蝦蟇をあやつる妖術を身につけ、児雷也を名乗り、各地で活躍する。のちにはナメクジをあやつる術をつかう綱手（つなで）や、蛇を自在にあやつる宿敵大蛇丸も登場し、三すくみの展開を繰り広げる。児雷也と綱手たちは一時、大蛇丸に敗れるも戦闘を続ける。
後半は柳下亭種員の遺稿を受けつつ柳水亭種清によって43編までが執筆されたが、明治維新をはさむなどして以後は合巻として続編が出版されることはなく、未完となった。

## 影響
嘉永5年（1852年）には河竹黙阿弥の脚色により歌舞伎『児雷也豪傑譚話』として上演されている。また、人物設定やストーリー展開は講談（または書き下ろしの講談本）によって明治以後も享受されつづけ、1921年の牧野省三監督映画『豪傑児雷也』（主演・尾上松之助）など「忍術もの」として多く映画化もされた。